# Bruno Leonardo Gelber

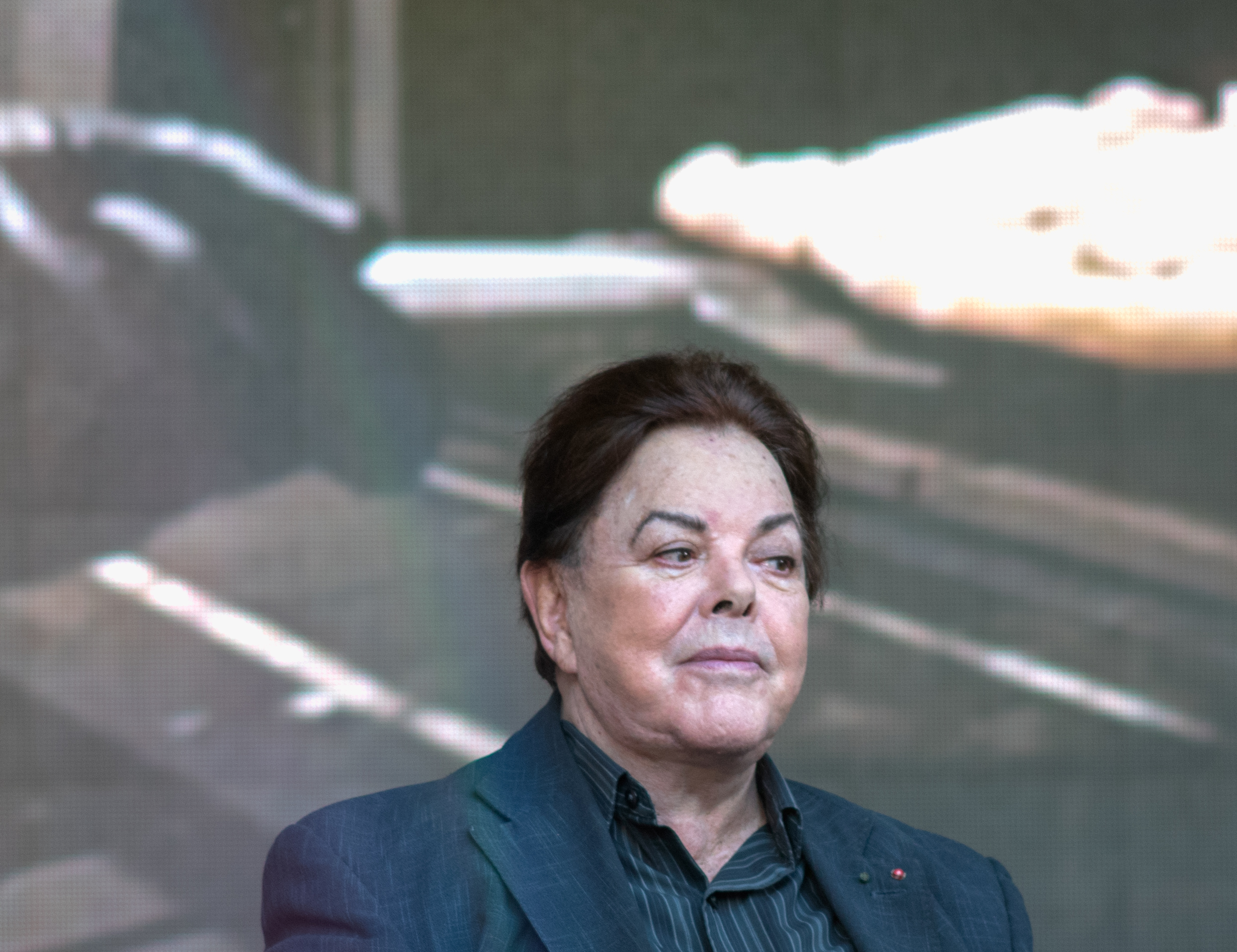
Bruno Leonardo Gelber in 2020

Bruno Leonardo Gelber (Buenos Aires, 19 maart 1941) is een Argentijns pianist.

## Levensloop
Gelber was een zoon van Joodse ouders, geboren respectievelijk in Oostenrijk en Frankrijk. Zijn vader was violist, zijn moeder pianist.
Hij trad voor het eerst publiek op toen hij vijf was en het jaar daarop begon hij zijn studies onder de leiding van Vincenzo Scaramuzza, die ook de leraar was geweest van Martha Argerich. Toen hij zeven was, werd hij een jaar aan bed gekluisterd door kinderverlamming, waaraan hij een lichte mankheid overhield, wat hem niet belette om het jaar daarop een publiek concert te geven.
Op zijn vijftiende vertolkte hij het Piano Concerto van Robert Schumann, gedirigeerd door Lorin Maazel. Toen hij negentien werd, ging hij verder studeren in Parijs bij Marguerite Long. Het jaar daarop won hij de derde prijs in het pianoconcours Long-Thibaud-Crespin.
Tijdens zijn concertcarrière die hem zowat overal ter wereld bracht, is hij opgetreden met de grootste orkesten en de meest befaamde dirigenten.
Hij heeft ook talrijke platenopnamen gemaakt, onder meer van de volledige sonates van Beethoven. Hij specialiseerde zich in het klassiek en romantisch repertoire.
Hij woont in Monte Carlo.
- Bibsys: 5000827
- Biblioteca Nacional de España: XX5266956
- Bibliothèque nationale de France: cb13894373t (data)
- CiNii: DA16709185
- Gemeinsame Normdatei: 134383028
- International Standard Name Identifier: 0000 0003 5947 7412
- Library of Congress Control Number: no92018595
- MusicBrainz: 438d80da-5018-4948-b736-f771dfac2302
- Nationale Bibliotheek van Israël: 987007346524705171
- Nationale Bibliotheek van Polen: a0000002794403
- Nationale en Universitaire bibliotheek Zagreb: 000608523
- Nederlandse Thesaurus van Auteursnamen: 10411052X
- Réseau des bibliothèques de Suisse occidentale: 02-A003286409
- SNAC: w6z91c5s
- Système universitaire de documentation: 223381403
- Virtual International Authority File: 218636066
- WorldCat: E39PBJyGRt77Bhx3JwGWQbRFrq